# Соколов, Иван (шахматист)
Иван Соколов (англ. Ivan Sokolov; 13 июня 1968, Сараево, Югославия, ныне Босния и Герцеговина) — голландский шахматист, гроссмейстер (1987).
Член символического клуба победителей чемпионов мира Михаила Чигорина с 26 января 1999 года.
Чемпион Югославии (1988), играл за Югославию на шахматных олимпиадах 1988 и 1990, затем представлял Боснию и Герцеговину. С 1994 живёт в Нидерландах, с 2002 с небольшим перерывом представляет эту страну. Живёт в городке Лелистад в провинции Флеволанд.

## Изменения рейтинга
| Графики недоступны из-за технических проблем. См. информацию на Фабрикаторе и на mediawiki.org. |

## Карьера тренера
Под его тренерством мужская сборная Узбекистана в 2022 году выиграла Всемирную шахматную олимпиаду. Соколову была присуждена почётное звание «Заслуженный спортивный тренер Республики Узбекистан».